# Rainer Schlösser (Romanist)
Rainer Schlösser (* 1955 in Mönchengladbach) ist ein deutscher Romanist.

## Leben
Nach der Promotion zum Dr. phil. in Köln 1985 war er von 1994 bis 1998 wissenschaftlicher Mitarbeiter am Lehrstuhl für Romanische Sprachwissenschaft an der TU Chemnitz. Nach der kumulativen Habilitation 1997 in Romanischer Philologie/Sprachwissenschaft an der Universität Siegen war er von 2003 bis 2018 Professor für Romanische Sprachwissenschaft (Französisch/Italienisch) an der Friedrich-Schiller-Universität Jena.

## Schriften (Auswahl)
- Historische Lautlehre des Aromunischen von Metsovon. Hamburg 1985, ISBN 3-87118-720-8.
- Die romanischen Sprachen. München 2001, ISBN 3-406-44767-8.
- August Brüggemann im Deutsch-Französischen Krieg. Mathilde Webers Erinnerungen an ihren Luckenwalder Lazarett-Patienten. Luckenwalde 2021.